# Velká tichomořská odpadková skvrna

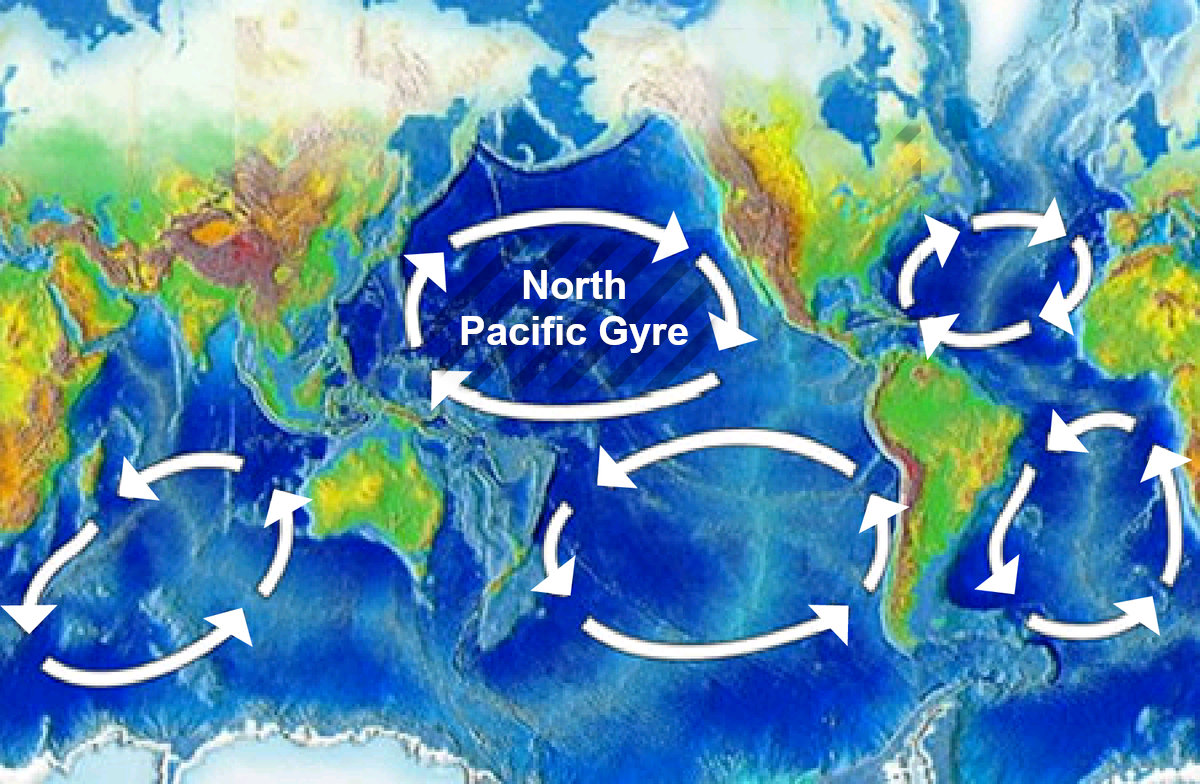
Pozice Great Pacific Garbage Patch

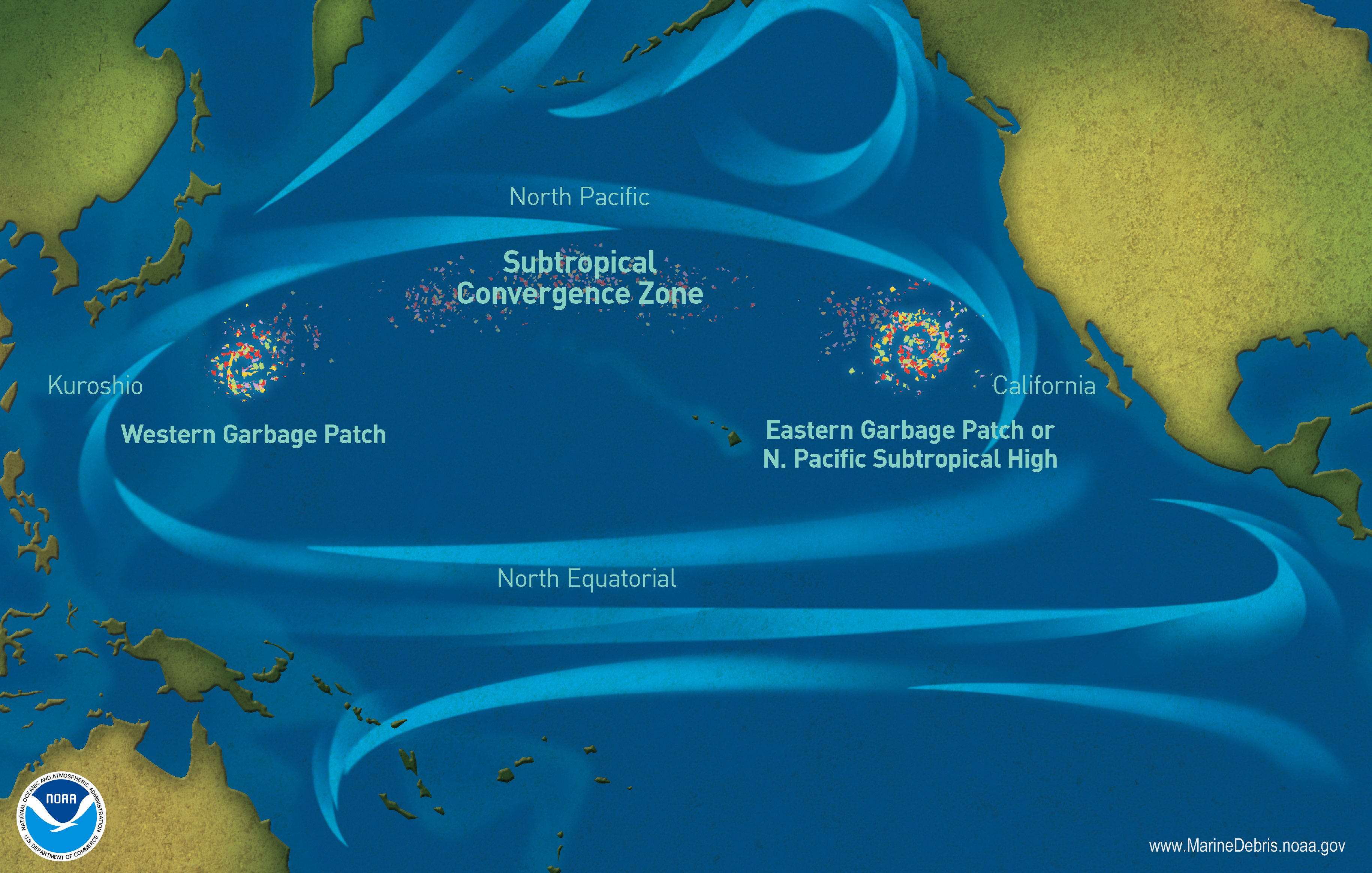
Detail polohy odpadků

Velká tichomořská odpadková skvrna (anglicky: Great Pacific Garbage Patch či Pacific Trash Vortex) je místo zvýšené koncentrace mořského odpadu, který se zde nahromadil v severním tichomořském koloběhu. Skládá se především z malých úlomků plastů a chemických kalů. Mikroplasty se zde vyskytovaly i kolem roku 1970 a koncentrace narůstá. Nachází se zhruba mezi 135. a 155. stupněm západní délky a 35. až 42. stupněm severní šířky; její celková plocha je kolem 1,6 milionu km².

## Názvy
Anglický název je v českých médiích překládán jako Velký pacifický odpadkový pás, Velký pacifický odpadkový flek, Velká tichomořská odpadková skvrna nebo Tichomořský odpadkový vír.

## Poloha
Skvrna se nachází zhruba mezi 135. a 155. stupněm západní délky a 35. až 42. stupněm severní šířky. Její celková plocha je kolem 1,6 milionu čtverečních km (tj. více než čtyřnásobek rozlohy Německa a srovnatelné s velikostí Mongolska nebo Íránu). Přesné vymezení jejích hranic je problematické, protože záleží na tom, jakou koncentraci odpadků v mořské vodě lze považovat za problematickou. V zásadě se za součást skvrny považuje ta část oceánu, kde je koncentrace odpadu větší než průměr. Dochází také k sezónním změnám.

## Složení
Skvrna se skládá především z malých úlomků různých plastů a chemických kalů. Není viditelná ze satelitních snímků, vzhledem k tomu, že plast a kal přejímají barvu oceánu, ve kterém plavou.
Na základě měření z léta roku 2015 studie odhadla, že z celkových 1,1–3,6 bilionu kusů plastu je z 94 % tvořeno mikroplasty. Z hlediska hmotnosti, která se odhaduje na 79 000 tun (rozptyl 45–129 tisíc tun), ovšem mikroplasty tvoří jen asi 8 %, zbytek je tvořen většími kusy. Přes 3/4 celkové hmotnosti tvoří kusy větší než 5 cm. Zhruba polovinu tvoří plasty pocházející z rybářského průmyslu.
Přestože tichomořské pole plastů je největší, není jediné – plasty mořské proudění koncentruje do pěti velkých oblastí a odhaduje se (podle expedicí v letech 2007-2013), že dohromady obsahují kolem 270 000 tun odpadu (na severotichomořskou 36 %), přičemž 3/4 hmotnosti tvoří plasty o velikosti nad 20 cm (mikroplasty mají podíl 13 % hmotnosti a 93 % počtu částic). Pravděpodobně je to odpad z lodí. Většina plastů – odhaduje se, že až 70 % – však končí v hlubině.
Podle odborné studie, publikované 1. září 2022 v časopise Nature, vědci zjištili, že více než 90 % identifikovatelného odpadu pochází z pouhých šesti zemí. Primární příčinou je rybolov. Dvě třetiny odpadu jsou čínského a japonského původu, přičemž v případě Japonska určitý podíl na smetení plastů do moře měla i ničivá vlna tsunami z roku 2011. Dalších zhruba 10 % odpadu je jihokorejského původu. Zbylá část odpadu pochází převážně ze Spojených států, Tchaj-wanu a Kanady.

## Ekologické problémy
Na odpadcích žijí desítky druhů pobřežních organismů, jejichž vliv na ekosystémy volného oceánu takto vzdálených od původních míst výskytu není doposud známý 
Plasty se fotodegradací rozpadají na menší a menší kousky a v důsledku toho vstupují umělé látky do potravního řetězce prostřednictvím živočichů, kteří se živí planktonem a přirozeně nedokážou při filtraci vody odlišit částečky plastů od částeček planktonu. Následně se tak plasty mohou dostávat potravním řetězcem do tkání vyšších živočichů včetně člověka, kde se mohou zabudovávat do tkání a způsobovat jejich záněty. Biochemicky jsou plasty považovány za inertní a neměly by představovat nebezpečí, problémem jsou ovšem zbytkové látky, případně látky, které na sebe mikroplasty jsou schopné navázat – ty se pak mohou v tělech živočichů vylučovat a způsobovat reprodukční problémy nebo působit rakovinotvorně. Výzkum vlivu mikroplastů zvláště na lidské zdraví je nicméně teprve v počátku.
Větší části plastů zase končí v žaludcích větších živočichů, kde zabírají místo a živočich pak hyne na podvýživu – podle odhadů je tímto způsobem ohroženo 86% druhů mořských želv, 44% druhů mořských ptáků a 43% druhů mořských savců.Přesto nelze považovat tichomořskou skvrnu za místo pouze s negativním dopadem na život. Výzkum skvrny prokázal stabilní podmínky k životu u mikroorganismů, kterým se zde daří.
Prostřednictvím plovoucího odpadu rovněž může docházet k šíření invazivních druhů (příkladem jsou mechovky Bryozoa, které byly na plastech dopraveny k břehům Floridy, kde se šíří na úkor původních druhů).
V mnoha oblastech je koncentrace plastů až sedmkrát větší než koncentrace zooplanktonu. Obavy vzbuzují především chemické látky, které se z plastů mohou vyloučit, zejména polychlorované bifenyly, bisfenol a deriváty polystyrenu. Vědecké výzkumy zjistily, že u některých ryb z této oblasti je narušena produkce hormonu estradiolu.

## Úsilí o vyčištění
Hledáním technického řešení, jak vyčistit tuto odpadkovou skvrnu, se zabývá mj. startup The Ocean Cleanup. V roce 2013 ho založil Nizozemec Boyan Slat. Firma vyvíjí plovoucí bariéru s ponornou suknicí. Nahromaděné plasty se díky ní dostávají do záchytné sítě a pomocí dopravníku je vyzvedává nákladní loď. Kromě toho se firma snaží bránit tomu, aby do oceánů nepřiplouvaly další plasty z řek. Vyvinula proto solární energií poháněné plovoucí kolektory, které s využitím ponorných stěn automaticky sbírají a zpracovávají odpad v ústích řek. Jde zejména o řeky v Indonésii, Malajsii nebo Vietnamu. Přesto se odpad ve skvrně zvyšuje.

## Souostroví odpadků (The Trash Isles)
Skupina aktivistů navrhla v září 2017 prohlášení znečištěné oblasti za území nového státu s názvem The Trash Isles, tj. Souostroví/Ostrovy odpadků. Připravili i pasy nebo bankovky nového státu v měně Debris (smetí), které zobrazují zvířata mezi odpadky.
Aktivisté již zažádali o uznání nového státu OSN. Internetovou petici na podporu jeho vzniku a ochranu oceánů podepsalo 241 tisíc lidí.
Pokud by nový stát vznikl, členské země OSN by se na řešení tun plovoucího odpadu musely začít podílet.

### Čestní občané Souostroví odpadků
- Al Gore – bývalý viceprezident USA
- Judi Denchová – britská herečka
- Mohamed Farah – vytrvalec[19]

### Vlajka
Vlajka nového státu je tvořena dvěma vodorovnými pruhy, bílým a modrým symbolizující vodu, v níž plave zelená, částečně potopená plastová lahev.